# Gränbystaden

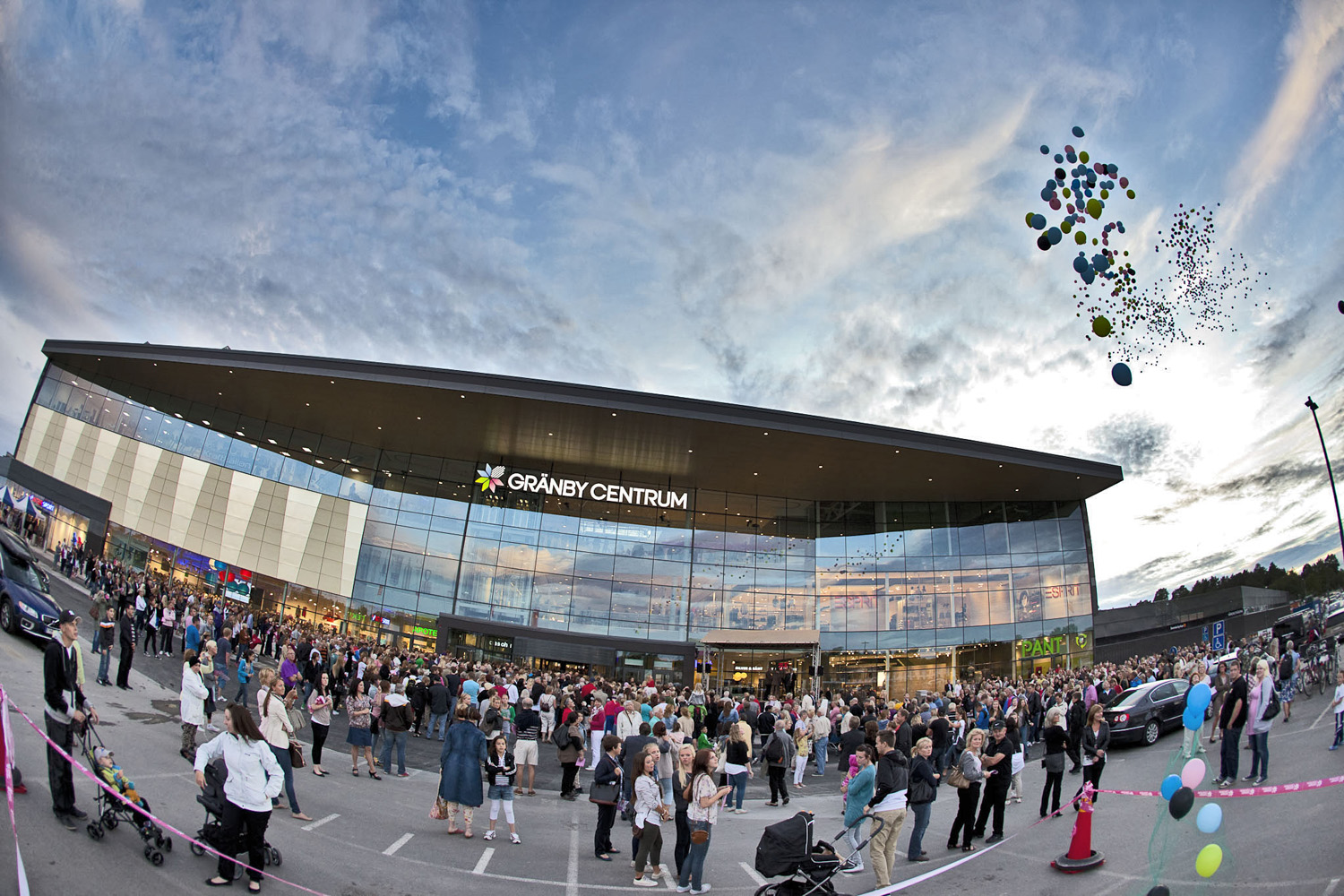
Gränby Centrum år 2011.

Gränbystaden är ett handelsområde i stadsdelen Gränby i nordöstra Uppsala. Området består av köpcentrumet som tidigare kallades Gränby Centrum och en volymhandelsdel med fristående butiker och serveringar. Handelsområdet inrymmer 140 butiker, 25 restauranger och serviceställen samt 2 600 parkeringsplatser för bil och 500 cykelställ. Under 2017 är det inflyttning i de första hyresrätterna som även de hör till Gränbystaden. Köpcentrumet invigdes 13 oktober 1971 och har mellan 2008 och 2012 dubblat ytan under fyra etapper till sammanlagt 46 000 kvadratmeter. År 2016 omsatte handelsplatsen knappt 2,5 miljarder.

## Ägare
Gränbystaden ägs och drivs av Atrium Ljungberg AB som är ett av Sveriges största fastighetsbolag, noterat i det så kallade "Large Cap"-segmentet av Nordiska listan, som administreras av NASDAQ OMX Group".